# Gregor Fučka
Gregor Fučka (Kranj, 7 d'agost de 1971) és un jugador de bàsquet, ja retirat de la competició professional, que va jugar entre altres equips, al FC Barcelona i a l'Akasvayu Girona.
És eslovè, però té nacionalitat italiana, país on va passar-hi molts anys. Va ser nomenat MVP a l'Eurobasket celebrat a França l'any 1999, i Mr. Europa el 2000.

## Palmarès
- 1 Eurolliga
- 1 FIBA EuroCup
- 2 Lligues italianes
- 2 Copes italianes
- 2 Lligues ACB
- 1 Copa del Rei
- 2 Lligues catalanes
- 1 Supercopa d'Itàlia
- 1 Supercopa d'Espanya